# Lepidonotus ruber
Lepidonotus ruber är en ringmaskart som beskrevs av Horst 1917. Lepidonotus ruber ingår i släktet Lepidonotus och familjen Polynoidae. Inga underarter finns listade i Catalogue of Life.